# Горишняя Слободка
Горишняя Слободка (укр. Горішня Слобідка) — село в Монастырисской городской общине Чортковского района Тернопольской области Украины.
До 2020 года входило в Монастырисский район.
Население по переписи 2001 года составляло 780 человек. Почтовый индекс — 48315. Телефонный код — 3555.